# Corytophanidae
Corytophanidae је фамилија игуаноликих гуштера, који се називају и кацигастим гуштерима. Фамилија обухвата три рода са девет врста ендемичних за Нови свет. 
Фамилија Corytophanidae насељава шумске области од Мексика, преко Средње Америке, до Еквадора на југу. Одређене врсте које данас насељавају јужни део Флориде сматрају се инвазивним.   

## Опис
Кацигасти гуштери су гуштери умерене величине, с бочно спљоштеним телима и обично добро развијеним крестама у облику кациге на глави. Креста је полно диморфна карактеристика код мужјака рода Basiliscus, али је присутна у оба пола код родова Corytophanes и Laemanctus. 

## Репродукција
Упркос малом броју врста, фамилија обухвата и врсте које легу јаја и врсте које рађају живе младе.

## Класификација
Фамилија Corytophanidae
- Род Basiliscus
  - Basiliscus basiliscus (Linnaeus, 1758)
  - Basiliscus galeritus A.M.C. Duméril & A.H.A. Duméril, 1851
  - Basiliscus plumifrons Cope, 1875
  - Basiliscus vittatus Wiegmann, 1828
- Род Corytophanes
  - Corytophanes cristatus Merrem, 1820)
  - Corytophanes hernandesii (Wiegmann, 1831)
  - Corytophanes percarinatus A.H.A. Duméril, 1856
- Род Laemanctus
  - Laemanctus julioi McCranie, 2018
  - Laemanctus longipes Wiegmann, 1834
  - Laemanctus serratus Cope, 1864
  - Laemanctus waltersi Schmidt, 1933